# Altimetrie (luchtvaart)
De altimetrie of hoogtemeting behandelt de navigatie in het verticale vlak. Altimetrie heeft 2 doelstellingen:
- de verticale separatie verzekeren tussen de verschillende vliegtuigen in de lucht
- een veiligheidsmarge (obstacle clearance) verzekeren bij het overvliegen van bepaalde hindernissen op de grond

## Standaardatmosfeer
ICAO heeft een standaardatmosfeer (ISA: International Standard Atmosphere) voor de luchtvaart opgesteld die dienstdoet als referentie voor zowel vliegend personeel, constructeurs als voor meteorologische diensten.
Kort samengevat zijn de omstandigheden van de standaardatmosfeer de volgende:
- op gemiddeld zeeniveau: druk = 1013,25 mbar / 29,92 inch Hg en temperatuur = 15°C

De temperatuur vermindert met 6,5°C per 1000 meter (= 1,98°C per 1000 voet) tot op een hoogte van 11.000 meter (= 36.090 voet). Boven deze hoogte van 11.000 meter blijft de temperatuur constant en gelijk aan -56,5°C.
Men mag ook aannemen dat een luchtlaag van 1000ft dikte, 4 ft in dikte toeneemt voor iedere 1°C
Het spreekt voor zich dat de werkelijke atmosfeer enorm kan verschillen met de theoretische standaardatmosfeer.

## Altimeter
Het instrument aan boord van een vliegtuig dat de hoogte meet is de altimeter of hoogtemeter. Voor de beschrijving en werking: ga naar hoogtemeter.

## Altimeterinstellingen

### QFE-instelling
De QFE is de druk die heerst op het officiële niveau van het vliegveld. Voor grote vliegvelden met verschillende startbanen leveren de luchtvaartdiensten de QFE voor de verschillende pistes. De QFE is de druk die moet worden ingesteld in het Kollsman-venster van de hoogtemeter om een nul-indicatie te verkrijgen wanneer het vliegtuig op de grond staat.

### QNH-instelling
De QNH is de druk gemeten op het officiële niveau van het vliegveld teruggebracht tot zeeniveau volgens de eigenschappen van de standaardatmosfeer. De QNH is de druk die moet worden ingesteld om op de hoogtemeter de officiële hoogte van het vliegveld af te lezen wanneer het vliegtuig zich op de grond bevindt.

### QNE-instelling
De QNE is de hoogte op basis van de standaard druk, 1013,2 hPa (= 29,92 inch Hg). Een hoogtemeter ingesteld op de QNE geeft de drukhoogte (pressure altitude) aan; de hoogte ten opzichte van de standaardatmosfeer. Het gebruik van vliegniveaus (FL: flight level) steunt op de QNE.

## Soorten hoogtes

### Absolute hoogte
De absolute hoogte is de hoogte waarop het vliegtuig zich bevindt boven de grond. Omdat de werkelijke atmosferische druk nooit afneemt volgens de eigenschappen van de standaardatmosfeer zal men steeds ongeveer de absolute hoogte aflezen wanneer de QFE wordt ingesteld.

### Indicated altitude
De indicated altitude is de hoogte die wordt afgelezen wanneer de QNH wordt ingesteld op de hoogtemeter.

### True altitude
De true altitude is de indicated altitude verbeterd voor de temperatuursveranderingen. Het is de werkelijke hoogte boven de zeespiegel.
True alt = QNH Alt + (4' x QNHAlt/1000 x (OAT-15)). 
Met deze formule kan je in de problemen komen omdat de ISA deviatie niet is benoemd. Deze moet je eerst berekenen: ISA temperatuur = Standaard temp – (QNHalt/1000 x 2). Om de ISA deviatie te bepalen trek je de uitkomst af van de OAT
Nu krijg je True alt = QNH Alt + (4' x QNHAlt/1000 x (ISAdev)). Let wel ook deze formule werkt alleen als QFE=QNH, zodra er elevatie bij komt dan moet je die dus van de QNHalt aftrekken! Krijg je een opgave in FL (PA) dan moet je deze eerst herleiden naar QNH.

VOORBEELD geg:
                        QNH altitude = 6000’      OAT = +12°C            Bereken TA
1.
ISA temperatuur = Standaard temp – (QNHalt/1000 x 2)
ISA temperatuur= 15 - (6000/1000 x 2)
ISA temperatuur= 15 - (6 x 2)
ISA temperatuur= 15 - 12 = +3°C
2.
ISA deviatie = OAT – ISA temperatuur
ISA deviatie = +12 - + 3 = +9°C

ISA deviatie ; als men naar een lagere temperatuur vliegt, is de aangeduide hoogte lager. In dit geval hoger (+9) dus weten we dat de hoogte erbij moet
Nu gaan we het hoogteverschil bepalen :
3.
Hoogteverschil= 4 x (QNHalt/1000) x ISA dev
Hoogteverschil= 4 x (6000/1000) x +9
Hoogteverschil= 4 x 6 x 9 = +216’

Dus de formule is
TA= QNHalt + (4' x QNHAlt/1000 x (ISAdev))
TA= 6000 + 216 = 6216’

### Drukhoogte (pressure altitude)
De drukhoogte is de hoogte van het vliegtuig boven het standaardniveau van 1013,2 hPa (=QNE).
Berekening drukhoogte
PA in feet = Elevation + 27(1013,25-QNH) 
Let op in veel landen is de formule PA in feet = Elevation + 30(1013,25-QNH)

### Dichtheidshoogte (density altitude)
Soortelijke massa of dichtheid wordt omschreven als de massa per volume-eenheid. De soortelijke massa neemt toe met de druk en neemt af met de temperatuur. Naarmate men hoger gaat, daalt de atmosferische druk en de temperatuur. Maar aangezien de daling in druk meer uitgesproken is dan de daling in temperatuur zal de soortelijke massa dalen met de hoogte.

De dichtheidshoogte is de hoogte, in de standaardatmosfeer, die overeenkomt met de bestaande soortelijke massa op het betrokken vluchtniveau. De dichtheidshoogte wordt gebruikt in prestatiegrafieken en in de berekening van de TAS (= True Air Speed).
Berekening Density Altitude
```
= 1.002QNE + 118,6(OAT-15)
```

of vereenvoudigd DA = PA + (120'x (OAT-15))